# Juruanski crveni urlikavac
Juruanski crveni urlikavac (lat. Alouatta seniculus juara; sin.: Alouatta juara) je vrsta primata iz porodice hvataša. Rasprostranjen je u Peruu, Brazilu, Venezueli, te možda u Kolumbiji. Staništa su mu zimzelene kišne šume i planine, prisutan je uz rijeku Juruú, po kojoj je i dobio ime. 
Kao i ostali pripadnici njegova roda, hrani se lišćem, folivoran je, a kutnjaci su prilagođeni takvom načinu prehrane. Glavni dio dana provodi odmarajući na granama drveća. Živi u skupinama sastavljenim najčešće od 4 do 11 jedinki, dok je najveći broj zabilježen do sad četrnaest.